# Грег Кризъл
Грегъри Дейвид Кризъл, по-известен с прякора си Грег К. (роден на 20 януари, 1965 г., в Глендейл, Калифорния), е американски бас китарист и беквокалист на американската пънк рок група Офспринг.

## Биография
Кризъл е един от основателите на Офспринг заедно с вокалиста на групата и негови стар приятел Декстър Холанд. Преди да се образува Офспринг, Кризъл е в гимназията Pacifica High School в Гардън Гроув, Калифорния заедно с Декстър. Кризъл и Холанд свирят още от началото на 1980-те години и сформират Manic Subsidal през 1984 година.

## Музикално оборудване
- Fender Precision Bass
- Ibanez Custom ATK300
- Ibanez Custom RD500
- DR 105 Medium Strings
- Sony Wireless System
- Furman PL-8 Power Converter
- Sabine RT-1601 Rack Tuner
- Whirlwind Line Selector
- Gallien-Krueger 2000 RB Bass Head
- Mesa Boogie 2x15 Cabinet
- Mesa Boogie 4x10 Cabinet
- Ampeg 8X10 Cabinet